# Paul Gorguloff

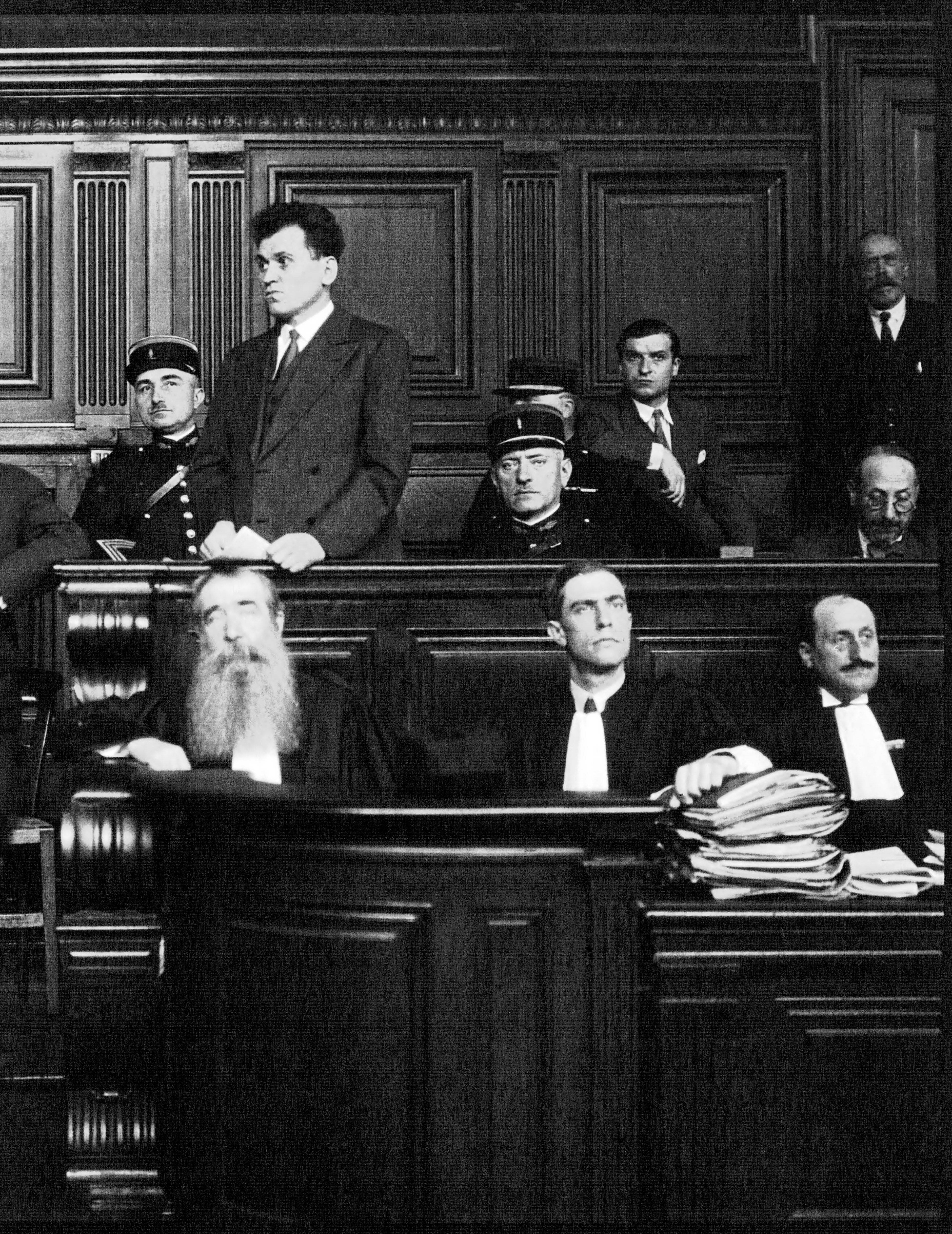
Paul Gorgulov

Paul Timofejevitsj Gorguloff (Russisch: Павел Тимофеевич Горгулов) (Labinsk, 29 juni 1895 - Parijs, 14 september 1932) was een Russische emigrant, arts en de moordenaar van de Franse president Paul Doumer. Gorguloff was op 29 juni 1895 geboren in Labinskaja in Rusland. Zijn motief zou zijn dat hij vond dat Frankrijk onder Doumer te weinig deed om het Witte Leger te steunen ten tijde van de Russische Burgeroorlog. Hij werd ter dood veroordeeld en onthoofd door middel van de guillotine op 14 september 1932 in Parijs. Zijn laatste woorden waren: "Rusland, mijn vaderland!".